# ريان هال (مقاتل)
ريان هال (بالإنجليزية: Ryan Hall)‏ هو فنان قتال مختلط أمريكي، ولد في 22 فبراير 1985 في مقاطعة أرلنغتون في الولايات المتحدة.

## وصلات خارجية
- ريان هال على موقع يو إف سي (الإنجليزية)
- ريان هال على موقع شيردوغ (الإنجليزية)
- ريان هال على موقع Tapology.com (الإنجليزية)
- ريان هال على موقع فايت ماتريكس (الإنجليزية)
- ريان هال على موقع IMDb (الإنجليزية)